# دوران طلایی (فیلم ۲۰۰۶)
دوران طلایی (انگلیسی: Golden Age) انیمیشنی مستند است. دوران طلایی از انتخاب‌های رسمی جشنواره فیلم ساندنس ۲۰۰۷ بود.